# Stephen Zimmerman
Stephen Eric Zimmerman Jr (ur. 9 września 1996 w Hendersonville) – amerykański koszykarz występujący na pozycji środkowego.
W 2015 wystąpił w meczu wschodzących gwiazd - Nike Hoop Summit oraz McDonald’s All-American.
4 lipca 2017 został zwolniony przez Orlando Magic. 9 sierpnia został zawodnikiem Los Angeles Lakers. Klub zwolnił go 9 października.
2 września 2020 dołączył do Polskiego Cukru Toruń. Po testach opuścił klub. 17 września zawarł umowę z czeskim zespołem ERA Nymburk.

## Osiągnięcia
Stan na 6 czerwca 2024, na podstawie, o ile nie zaznaczono inaczej.
Drużynowe
- Mistrz Czech (2021)
- Zdobywca Pucharu Czech (2021)

Reprezentacja
- Mistrz Ameryki U–18 (2014)